# Eshmunazar Ier
Eshmunazar Ier ou Eshmunazor Ier (phénicien : ʾšmnʿzr), roi phénicien de Sidon et prêtre d’Astarté qui règne vers 575-550 semble être un usurpateur car il n’indique pas le nom de son père. Il est cependant le fondateur d’une dynastie car on a retrouvé les sarcophages de son fils de son petit-fils et de sa fille putative. Au cours d’une campagne en Babylonie ou en Egypte il a rapporté quatre sarcophages anthropoïdes dont sans doute le sien qui n’a pas été retrouvé. Les trois autres produits par le même atelier appartiennent à un modèle fabriqué en Egypte entre 623 et 525.
Eshmunazar Ier fut le père de Tabnit et le grand-père de Eshmunazar II.
La campagne à laquelle a participé Eshumazar doit avoir eu lieu sous le règne de Nabuchodonosor Ier, peut-être en 568. Les sarcophages de Tabnit, d’Eshmunazar II et d’une femme, peut-être la reine Amoshtart ('Amot'aštart), ont été exhumés dans les nécropoles de Sidon. Les unions consanguines destinées à renforcer les dynasties sont une pratique bien attestée notamment lorsque les lignées au pouvoir sont récentes ou illégitimes.
Eshmunazar II, son petit-fils, lui succède. Bodashtart est son autre petit-fils, qui finit par lui succéder à son tour,.
'Amot'aštart est considérée comme étant une fille de Eshmunazar Ier.
Eshumnazar Ier est le premier monarque (roi de Sidon), de ceux attestés épigraphiquement.